# Władimir Krawczenko
Władimir Wasiljewicz Krawczenko, ros. Владимир Васильевич Кравченко (ur. 16 października 1947 w Moskwie, zm. 23 lipca 2024) – radziecki pływak.

## Życiorys
Władimir Krawczenko urodził się 16 października 1947 w Moskwie. Po raz pierwszy wystąpił podczas Letnich Igrzysk Olimpijskich w Meksyku w 1968 roku w konkurencji na 200 m i 400 m stylem zmiennym, ale nie dostał się do finału. Jego przyszła żona, Tamara Sosnowa, także startowała w pływaniu na tych samych igrzyskach olimpijskich.
W 1970 roku Krawczenko ustanowił nowy rekord Europy na 200 metrów stylem zmiennym. W latach 1967–1971 zdobył siedem tytułów krajowych, a także ustanowił pięć krajowych rekordów w konkurencji na 200 m i 400 m stylem zmiennym.
Od 1989 roku Krawczenko startował w kategorii masters (weteranów), w której posiada wiele europejskich tytułów oraz rekordów. Jest zdobywcą złotego medalu w sztafecie 4 × 100 metrów stylem zmiennym w 2005 roku, a w latach 1995-1997 otrzymał dwa brązowe medale w stylu klasycznym podczas mistrzostw świata. W latach 1990–2008 Krawczenko zdobył 24 tytuły krajowe, a także ustanowił 11 rosyjskich rekordów.